# ویکی‌استرت
مؤسسه ویکی استرت (WikiStrat Inc) یک مؤسسه تحلیل ژئواستراتژیک و مشاوره تجاری است که در سال ۲۰۱۰ توسط جوئل زامل و دانیل گرین در اسرائیل تأسیس شد و دفتر مرکزی آن در ایالات متحده است. این شرکت خود را به عنوان اولین شرکت مشاوره جمع سپاری در جهان توصیف می‌کند که از شبکه جهانی بیش از ۲۰۰۰ متخصص موضوعی بهره می‌برد. ۷۴ درصد از درآمد شرکت از مشتریانی بود که از دولت‌های خارجی مانند امارات متحده عربی و دولت ایالات متحده بودند که پس از آن دیلویت بزرگ‌ترین مشتری شرکت است.
مدیر عامل ویکی‌استرت اورن کسلر است. مدیر ارشد فناوری قبلاً دانیل گرین بوده‌است که اکنون مشاور فنی است. مدیرعامل قبلی الاد شفر بود که جایگزین نقش زامل شد. لیزا دفتری یک تحلیلگر ارشد و ریچارد ویتز یک متخصص این شرکت است.
پیش از این، افسر ارشد استراتژی ویکی‌استرت، افسر سابق اطلاعات اسرائیل، شای هرشکویتز بود. آماندا اسکولدت مدیر ارشد پروژه در ویکی استرت بود.
بر اساس نوشته جیمز کدکه، آنالیست سابق ویکی استرت، بر خلاف ظاهر آکادمیک این مؤسسه تمامی کارمندان ارشد آن در واقع افسران اطلاعاتی با پیشینه امنیتی هستند. بر اساس نوشتار کدکه کار اصلی این مؤسسه در خارج از آن انجام می‌شود و بیشتر کارمندان آن به دنبال جمع‌آوری اطلاعات در ظاهر یک مؤسسه تحلیلی هستند. در نوشتارهای داخلی ویکی استرت از الاد شفر نیز به عنوان افسر مبارزه ضد تروریسم سازمانهای امنیتی اسرائیل نام برده شده‌است.
بر اساس اسناد منتشر شده توسط ویکی‌لیکس ردپای موساد در ویکی استرت دیده می‌شود. در ایمیلهای انتشار یافته توسط ویکی‌لیکس آوری چن رئیس سابق قسمت امنیتی موساد رابطه نزدیکی با مدیران ویکی استرت دارد. همچنین رام بن باراک رئیس سابق موساد نیز از مشاوران ارشد ویکی استرت است. ویکی استرت از طریق مایکل هیدن، رئیس سابق سازمان سیا، رابطه نزدیکی با نهادهای امنیتی ایالات متحده دارد.

## تحلیلگران
ویکی‌استرت به‌جای استفاده از تحلیل‌گران داخلی، شبکه‌ای متشکل از صدها دانشگاه، مشاور، روزنامه‌نگار و پرسنل بازنشسته دولتی/نظامی را در اختیار دارد. از مشارکت کنندگان دعوت می‌شود در صورت داشتن تخصص مرتبط در یک پروژه شرکت کنند و هر فرد برای زمان خود جبران می‌شود. تحلیلگران می‌توانند دعوت‌ها را به صورت موردی بپذیرند یا رد کنند.
این شرکت از بازی‌وارسازی برای تشویق مشارکت تحلیلگران استفاده می‌کند. جوئل زامل، مدیر عامل شرکت، در سال ۲۰۱۳ گفت: «پلتفرم ویکی‌استرت از یک موتور بازی‌وارسازی استفاده می‌کند که ما ایجاد کرده‌ایم که با رتبه‌بندی تحلیل‌گران در سطوح مختلف برای کاری که روی پلتفرم انجام می‌دهند، انگیزه می‌دهد. آنها بلافاصله از طریق موتور پاداش می‌گیرند، و ما همچنین تغییرات دانه ای ایجاد شده را در زمان واقعی دنبال می‌کنیم. این به ما امکان می‌دهد فعالیت‌های تحلیلگر را ردیابی کنیم و آنها را تشویق می‌کند تا زمان و انرژی خود را برای تجزیه و تحلیل ویکی بگذارند."
از جمله اعضای برجسته جامعه تحلیلی ویکی استرت می‌توان به ریچارد ویتز، دنیل پایپز، پاراگ خانا، کنت آر. تیمرمن، دیوید گارتنشتاین راس، شوکت قدیر، جیمز جوینر، جیمز سی بنت ، لئون هادار، مایکل روبین، مارک گالوتی و ماری اسلاتر اشاره کرد.

## تاریخچه
این شرکت در سال ۲۰۱۰ توسط جوئل زامل و دانیل گرین در اسرائیل تأسیس شد. زامل پس از مطالعه در مورد مبارزه با تروریسم، ویکی استرت را تأسیس کرد و مدیرعامل شد، در حالی که گرین به عنوان مدیر ارشد فناوری شرکت روی کار آمد. توماس بارنت یک سال بعد به عنوان تحلیلگر ارشد به شرکت ملحق شد. بارنت اکنون دیگر در این شرکت نیست. درآمد سالانه این شرکت تا اکتبر ۲۰۱۹ از ۱۰۰ میلیون دلار فراتر رفت.

### مسابقه بزرگ استراتژی ۲۰۱۱
بین ژوئن و جولای ۲۰۱۱، ویکی‌استرت میزبان «مسابقه بین‌المللی استراتژی بزرگ» بود که رویکرد رقابتی مشارکتی شرکت را آزمایش کرد. بیش از سی تیم از دانشجویان کارشناسی ارشد و دکترا به نمایندگی از دانشگاه‌ها و اتاق‌های فکر در این رقابت یک‌ماهه شرکت کردند که در آن تیم‌ها سیزده کشور را شبیه‌سازی کردند. شرکت کنندگان شامل افرادی با وابستگی به انجمن دفاع بریتانیا، مرکز امور جهانی دانشکده مطالعات مداوم و حرفه ای دانشگاه نیویورک، دانشکده دیپلماسی و تجارت بین‌المللی پترسون دانشگاه کنتاکی، دانشگاه جرج‌تاون و دانشکده خدمات خارجیدانشگاه ساسکس بودند. تیمی از دانشکده سیاست و اقتصاد دانشگاه فارغ‌التحصیل کلرمونت برنده مسابقه و جایزه ۱۰۰۰۰ دلاری شد.
تیم نیویورک پیش‌بینی کرد که اگر روسیه به کاهش جمعیتی ادامه دهد و اگر اقتصادش به شدت به صادرات کالا وابسته باشد، در نهایت باید امنیت خود را برون سپاری کند. شرکت کنندگان از مؤسسه مطالعات صلح و منازعه استدلال کردند که هند ریشه در تجزیه پاکستان دارد و فروپاشی دولت اسلامی را پیش نیازی برای نهادینه کردن کامل اتحاد هند با ایالات متحده می‌دانست. دانش‌آموزان در ساسکس معتقد بودند که کره شمالی بدون حمایت چین سقوط می‌کند و بنابراین توصیه کردند که این کشور متحدانش را افزایش دهد. برگزارکنندگان از میزان علاقه به این مسابقه شگفت زده شدند.

### پوشش ویکی استرت در رسانه‌ها
در سال ۲۰۱۰، ویکی استرت شبیه‌سازی مرگ کیم جونگ ایل، دیکتاتور کره شمالی را اجرا کرد که به نتایج آن (در مقاله‌های استراتژیست ارشد سازمان) در سی‌ان‌ان، مجله تایم ورلد پالیتیکز ریویو پس از مرگ کیم در اواخر سال ۲۰۱۱، اشاره شد.
این شرکت توسط رسانه‌هایی مانند سی‌ان‌ان، رویترز، روسیه تودی، فاکس نیوز و ان‌پی‌آر به عنوان مشاور مرجع برای مسائل ژئوپلیتیک ذکر شده‌است.
در سال ۲۰۱۳، ویکی‌استرت شبیه‌سازی را برای ستاد فرماندهی آفریقای ایالات متحده آمریکا اجرا کرد که آینده‌های مختلفی را برای قاچاق غیرقانونی در منطقه ترانس ساحل آفریقا بررسی کرد.
در ژانویه ۲۰۱۴، تحلیلگران ویکی‌استرت، ظهور یک جنبش جدایی‌طلب در کریمه را پیش‌بینی کردند که به دنبال الحاق آن به روسیه بود. این فرایند در مارس ۲۰۱۴ واقعاً اتفاق افتاد، و مجله دیجیتال اینفورمیشن‌ویک را بر آن داشت تا بنویسد که ویکی استرت سازمان سیا را شکست داد.

### کمپین انتخابات ریاست جمهوری ۲۰۱۶ آمریکا
در سال ۲۰۱۵، شرکت ویکی‌استرت، در یک هفته سناریوهایی را به نام پروژه مزدوران سایبری در مورد چگونگی ایجاد کمپین مداخله‌ای در انتخابات آمریکا توسط بازیگران سایبری روسی بررسی کرد. این سناریوها قبلاً در سال ۲۰۱۶ به دونالد ترامپ جونیور گزارش داده شده بودند.
شرکت گروه سای (Psy Group) که متعلق به زامل است شراکتی با کمبریج آنالیتیکا ایجاد کرد تا پس از پیروزی ترامپ در انتخابات سال ۲۰۱۶ به‌طور مشترک با دولت آمریکا مناقصه کند.
رابرت مولر، بازپرس ویژه ایالات متحده - که مداخله روسیه در انتخابات ۲۰۱۶ آمریکا را بررسی کرد - از جوئل زامل، بنیانگذار ویکی‌استرت، دربارهٔ رابطه‌اش با جورج نادر، شاهدی که در تحقیقات بازپرس ویژه همکاری داشت، سؤال کرد. مولر همچنین سوالاتی در مورد کار ویکی استرت پرسید.
دونالد ترامپ جونیور در اوت ۲۰۱۶ با زامل، نادر و اریک پرینس در برج ترامپ دیدار کرده بود. گزارش شده‌است که بحث آنها شامل پیشنهادی از طرف زامل برای دستکاری طرفداران ترامپ در رسانه‌های اجتماعی بودند.
در ۵ آوریل ۲۰۱۹، کمیته اطلاعات سنا نامه‌ای به والتر سوریانو، مالک شرکت یو اس جی سکیوریتی (USG Security Limited) مستقر در بریتانیا و اسرائیل برای ارتباط او با پال منفورت، مایکل فلین، ویکی استرت، گروه سای، مکعب سیاه و اوربیس بیزنس ارسال کرد (شرکتی که توسط کریستوفر استیل تأسیس شد).

### جمال خاشقچی
طبق ایمیلی در جولای ۲۰۱۸، اورن کسلر به یکی از کارمندان ویکی‌استرت گفت که جمال خاشقچی برای این شرکت کار می‌کرد. کسلر در ایمیل جداگانه‌ای که بلافاصله پس از مرگ خاشقچی ارسال شد، کار کردن خاشقچی برای ویکی‌استرت را رد کرد. در اواخر سال ۲۰۱۹، ویکی‌استرت سرانجام به فورنزیک نیوز اعتراف کرد که خاشقچی در واقع برای این شرکت کار کرده‌است. بر اساس گزارش نیویورک تایمز و دیلی بیست، جوئل زامل، بنیانگذار ویکی‌استرت، با ژنرال احمد عسیری، ژنرال سعودی که دستور قتل خاشقجی را صادر کرده بود، به همراه مایکل فلین مشاور ترامپ در اوایل سال ۲۰۱۷ دیدار کرد تا دربارهٔ عملیات‌های مخفیانه برای بی‌ثبات‌سازی ایران گفتگو کنند. . یکی از موضوعاتی که در این جلسات مطرح شد، استفاده از عملیات مخفی برای ترور مخالفان بود. به گفته وکلای زامل، زامل پیشنهاد شرکت در «عملیات مرگبار» را رد کرد.

## شورای مشورتی
- دیوید شد - قبلاً سرپرست آژانس اطلاعات دفاعی و یکی از عوامل سازمان اطلاعات مرکزی آمریکا بود.
- ژنرال (بازنشسته) مایکل هیدن - پیش از این معاون اصلی مدیر اطلاعات ملی و مدیر آژانس اطلاعات مرکزی بود.
- سفیر دنیس راس - دیپلمات و نویسنده
- الیت ایبرامز[۴۱] که بیشتر به دلیل مشارکت در رسوایی ایران-کنترا در دوران دولت ریگان، که منجر به محکومیت او در سال ۱۹۹۱ شد، شناخته شده‌است.
- جان پی هانا - مشاور امنیت ملی سابق دیک چنی معاون رئیس‌جمهور ایالات متحده و عضو تیم انتقالی وزارت خارجه ترامپ.[۴۲]
- ساندرا چارلز
- استیو کامبون
- جری جی برنان. - مدیر عامل گروه شرکت‌های منابع مدیریت امنیت یک شرکت جستجوی مدیریت امنیت بین‌المللی در سطح اجرایی[۴۳]